# Mesosemia nerine
Mesosemia nerine is een vlindersoort uit de familie van de prachtvlinders (Riodinidae), onderfamilie Riodininae.
Mesosemia nerine werd in 1909 beschreven door Stichel.